# (766) Moguntia
(766) Moguntia ist ein Asteroid des Hauptgürtels, der am 29. September 1913 vom deutschen Astronomen Franz Kaiser in Heidelberg entdeckt wurde.
Der Name ist abgeleitet von der lateinischen Bezeichnung der Stadt Mainz, Mogontiacum.